# NGC 3388
NGC 3388 (również NGC 3425, PGC 32555 lub UGC 5967) – galaktyka soczewkowata (S0), znajdująca się w gwiazdozbiorze Lwa.
Odkrył ją William Herschel 17 kwietnia 1784 roku, a John Dreyer skatalogował jego obserwację jako NGC 3425. W 1880 obserwował ją też Andrew Common, jednak niedokładnie wyznaczył jej pozycję, a w rezultacie uznał, że odkrył nowy obiekt; jego obserwacja została skatalogowana przez Dreyera pod numerem NGC 3388.